# Moló (actor)
Moló (en llatí Molon, en grec antic Μόλων) fou un actor tràgic grec del temps d'Aristòfanes.
Una referència a Moló es troba en uns escolis de Les granotes d'Aristòfanes en termes irònics a causa que Moló era un home molt gran. L'escoli també diu que en aquell temps existia un famós lladre que portava també el nom de Moló, amb el que d'alguna manera se'l comparava.